# Adrana tellinoides
Adrana tellinoides är en musselart som först beskrevs av Sowerby 1823.  Adrana tellinoides ingår i släktet Adrana och familjen nötmusslor. Inga underarter finns listade i Catalogue of Life.